# قايد علي
قايد علي هي قرية في مقاطعة سميرم، إيران. عدد سكان هذه القرية هو 17 في سنة 2006.